# Castell Reial de Cotlliure

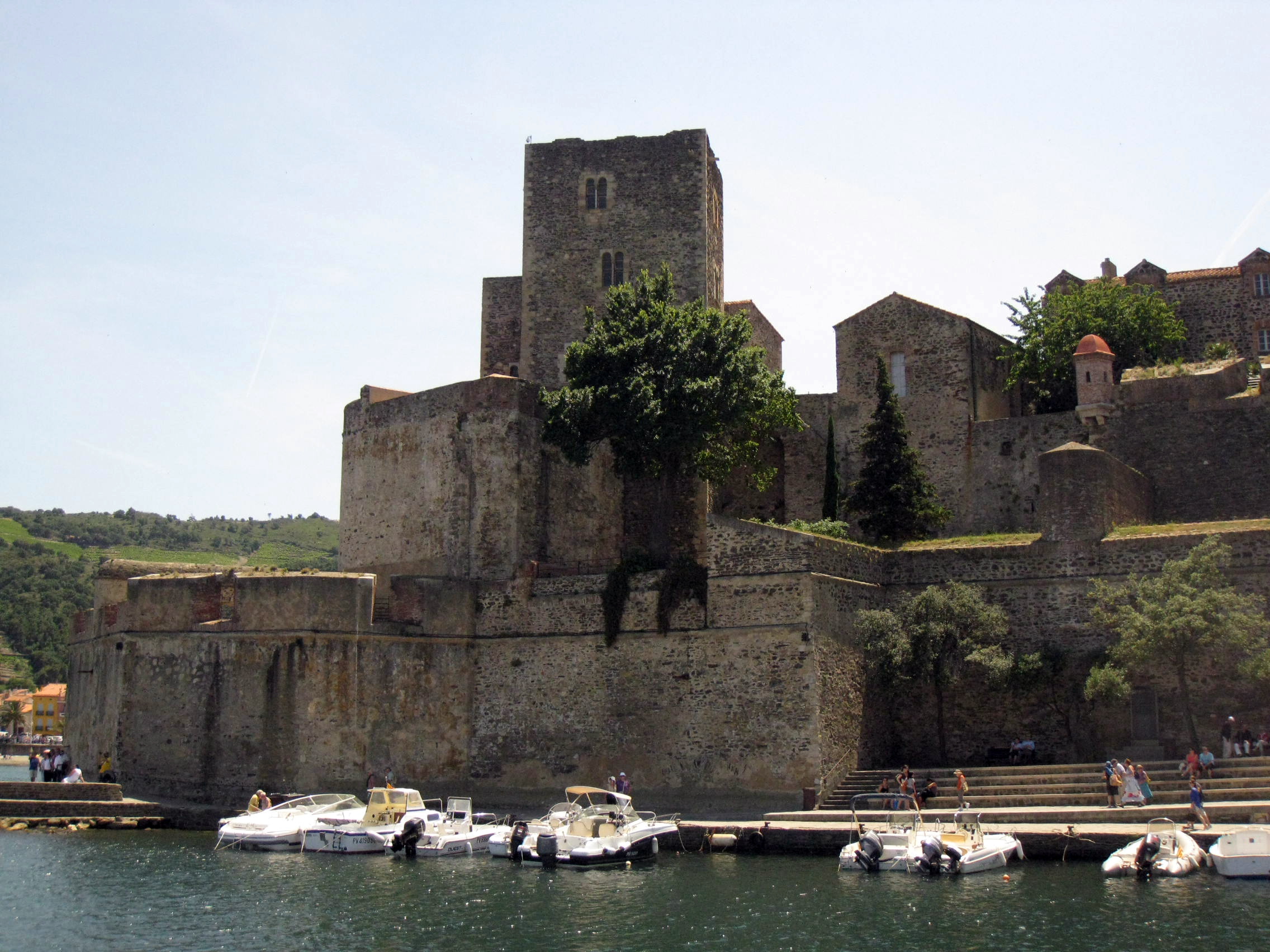
El Castell Reial de Cotlliure. Torre gòtica

El Castell Reial de Cotlliure és un castell de la vila de Cotlliure, a la comarca del Rosselló (Catalunya del Nord). Havia estat inicialment construït a l'Edat Mitjana, tal vegada damunt de construccions defensives d'època romana, però molt retocat per Vauban per adaptar-lo a les necessitats defensives militars del segle xvii.
Està situat al sud de la Vila Vella i al nord-oest del Raval, aproximadament al centre del port de Cotlliure, a la dreta de la Ribera del Dui.

## Història

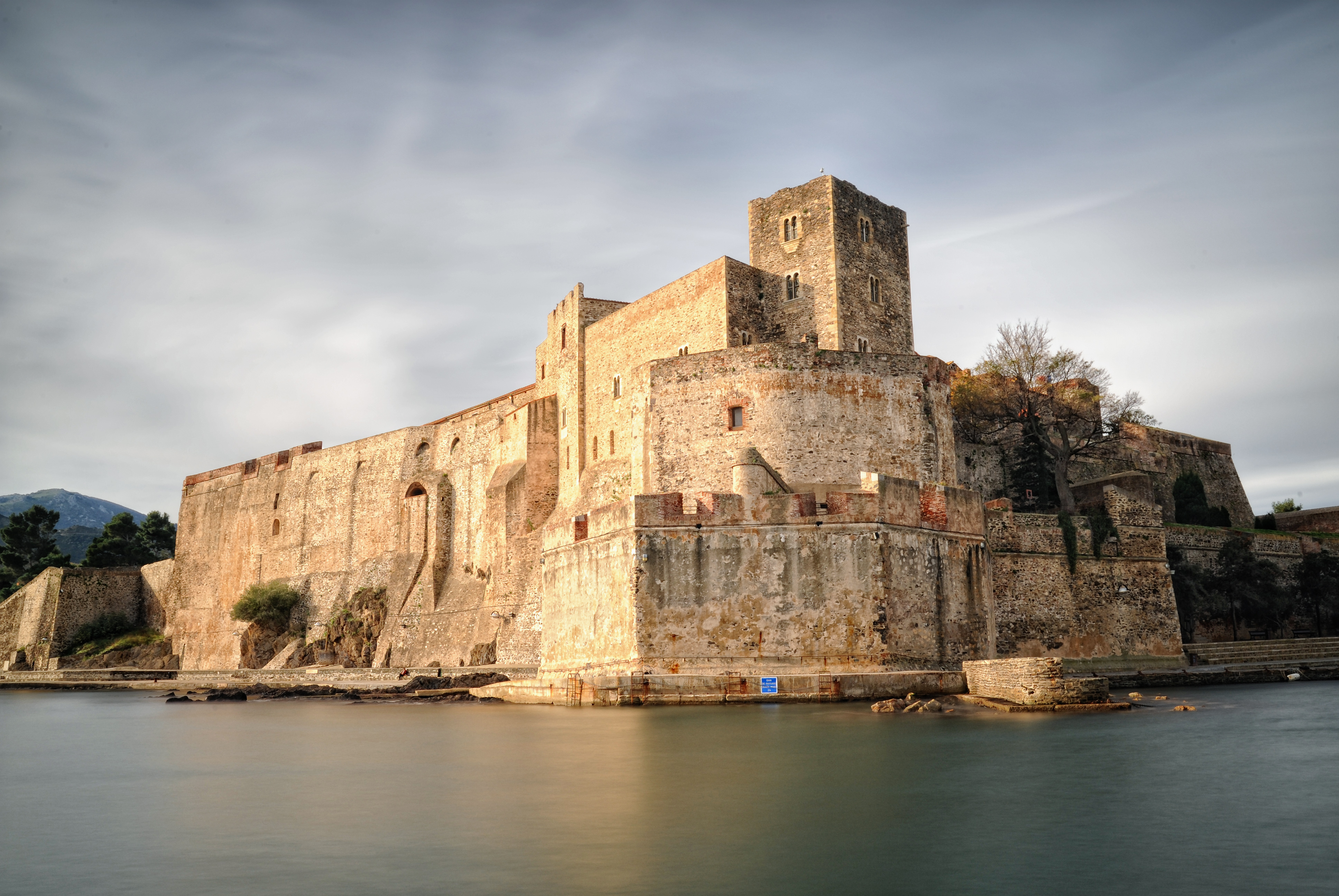
Vista del Castell Reial des de la Vila vella

La primera documentació del castell és del 673, cosa que evidencia la situació estratègica d'aquest territori, nascut com a port de la ciutat d'Elna.
El castell i la vida de Cotlliure foren possessions dels comtes de Rosselló del 1172 al 1276, abans de passar sota el control dels reis d'Aragó. Més tard, el Castell Reial esdevingué residència reial dels reis de Mallorca fins al 1343, ja que Cotlliure era el primer port del Rosselló. Aquesta residència reial fou ocupada, amb tot, de manera discontínua pels sobirans i llur cort, que es desplaçaven sovint per les seues possessions.

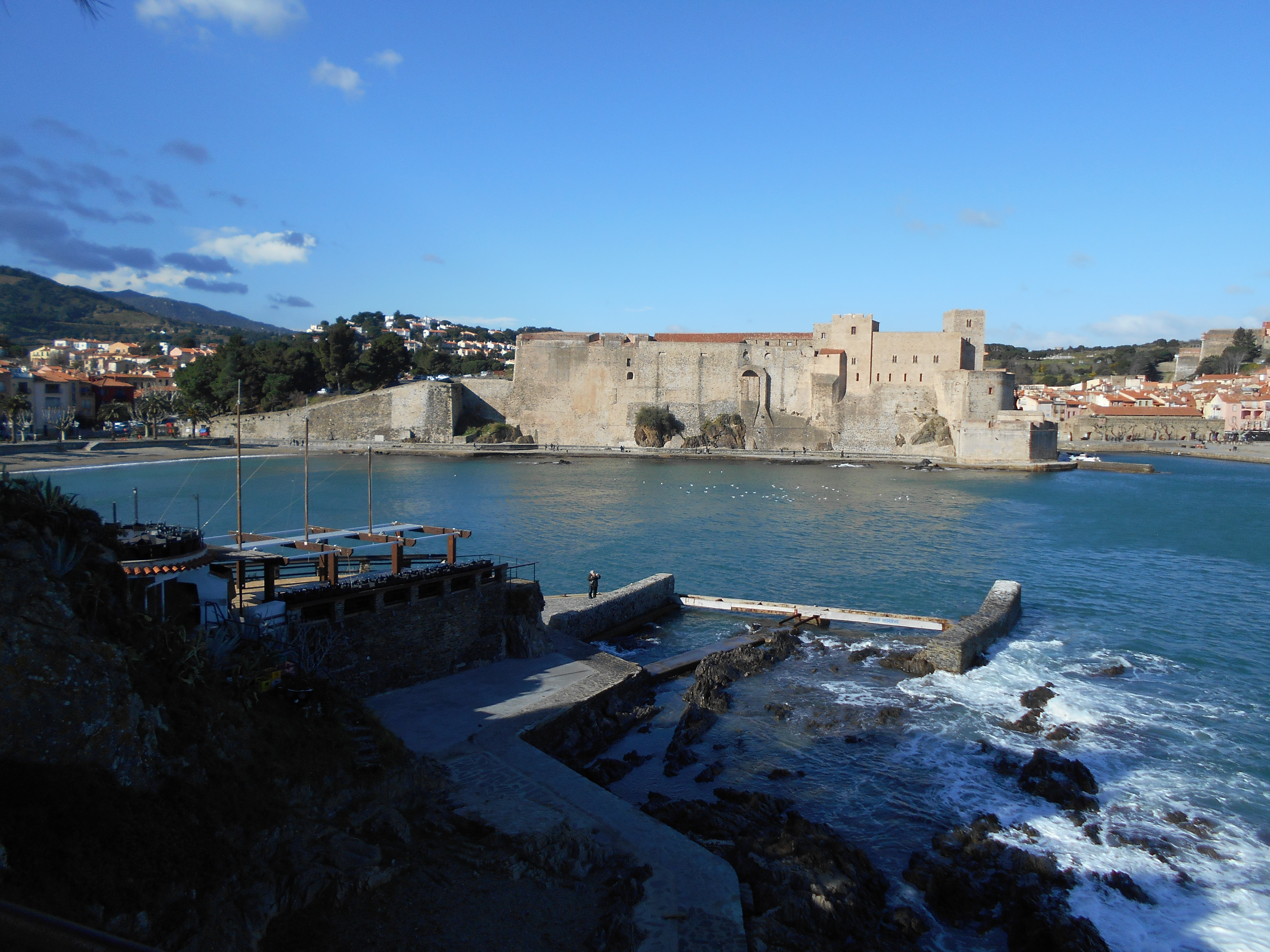
El castell, des del sud

Entre el 1242 i el 1280 el castell fou completament reconstruït, absorbint el Castell d'Orla, que havia estat donat als templers i s'hi havia establert una comanda templera.
Després de l'ocupació per les tropes Lluís XI, Cotlliure, a partir del regne de Carles V, va passar sota dominació dels Habsburg d'Espanya.
Convenia, doncs, adaptar la fortalesa de manera urgent als progressos de l'artilleria. Així les defenses del castell i dels seus voltants es van reforçar considerablement. Per això l'aspecte del castell és el d'una amalgama d'estils i etapes constructives. La part medieval del castell és dels segles xiii i XIV, ja dins el període gòtic. Al nord hi havia el pati central, amb la capella de Santa Maria Magdalena; a llevant, la Sala, actualment convertida en terrassa, que comunica amb una torre principal quadrada. Al sud, la Cambra de la Reina, que comunica amb una altra torre quadrada, aquesta a l'angle sud-oest. A ponent, la paret que separava el castell de la Vila vella, on s'obria la porta del castell, originàriament.

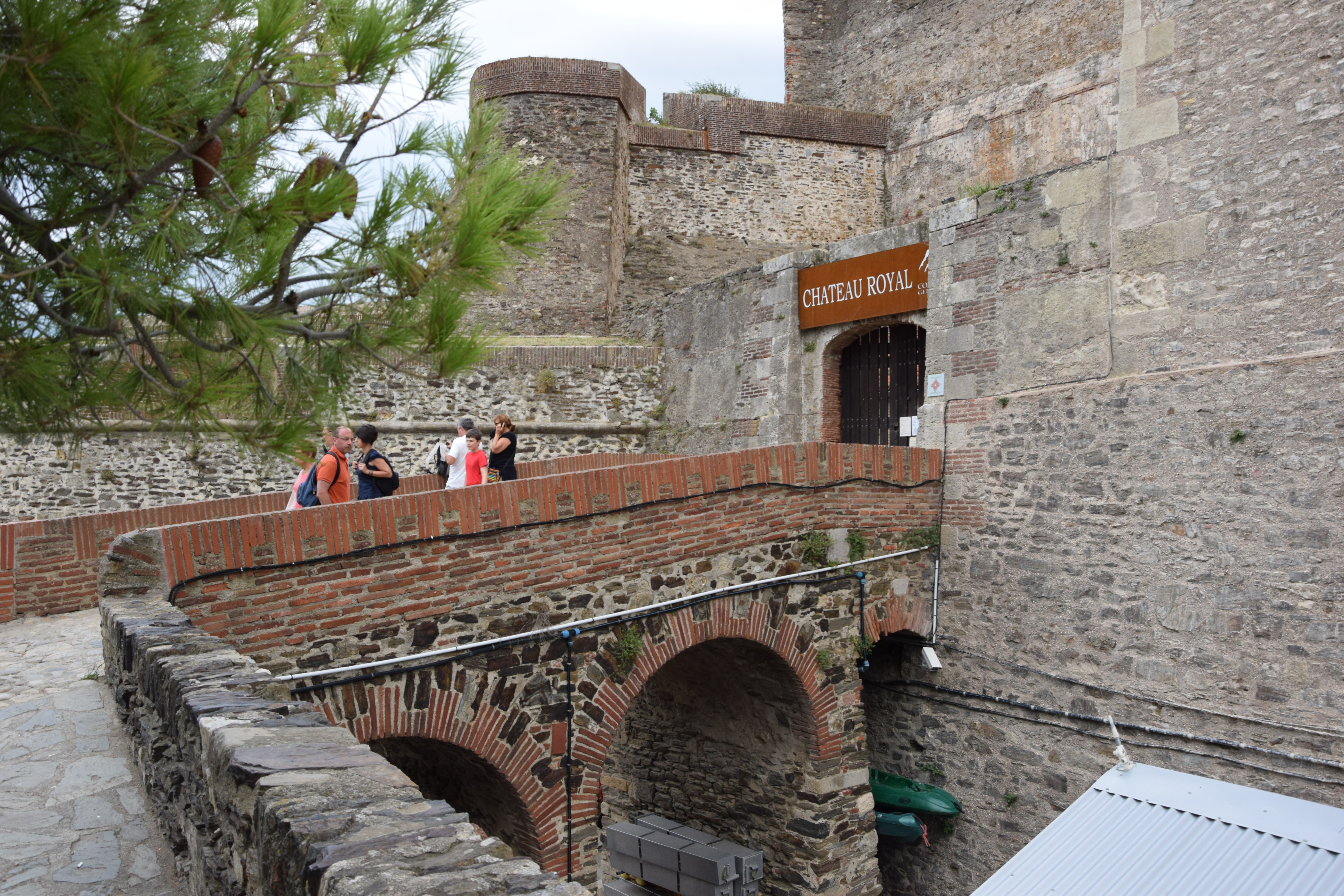
Entrada al Castell Reial

Durant la Guerra dels Segadors, el 1642, Cotlliure i el seu castell patiren un setge intens. Les tropes del rei francès dominaven els puigs i llur flota bloquejava el port. A ran de l'assalt de la ciutat i del castell per les tropes de Lluís XIII de França (que constaven de 10.000 homes entre els quals Turenne, d'Artagnan i llurs mosqueters). A conseqüència d'aquest atac, les tropes espanyoles, privades d'aigua per la destrucció del pou, s'hagueren de rendir. En la retirada, el general espanyol, governador de Cotlliure, s'endugué les relíquies de sant Vicenç de Cotlliure, que foren més tard dipositades a Concabella, a la Segarra.

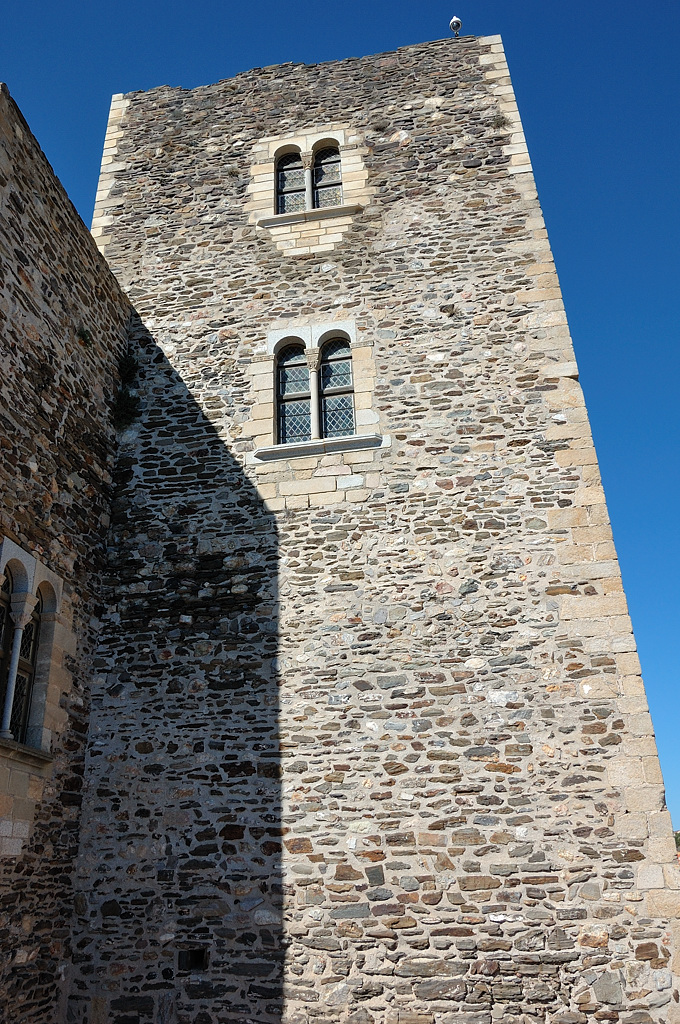
La torre més antiga del castell

L'any 1659, després del Tractat dels Pirineus, amb l'annexió consegüent del Rosselló, el castell passà sota dominació francesa. L'arquitecte del rei de França marquès de Vauban va decidir aleshores de fortificar el monument adaptant-lo a les noves necessitats defensives d'aquell moment. Va arrasar, així, el poble alt, la major part de la Vila vella, per a enfortir el recinte. En un primer moment, la seva intenció era destruir completament el poble, expulsant-ne la població, i construir al seu lloc un port fortificat. La destrucció, que va causar la desaparició del claustre i de l'església romànics, va ser aturada per la intervenció de les autoritats locals, que temien un alçament de la població, de manera que va quedar dempeus la nau de l'antiga església parroquial.